# Levys Torres
Levys Judith Torres Ayala (Barranquilla, Atlántico, 6 de abril de 1978) es una jugadora de baloncesto colombiana. Con 1,91 metros de estatura, su puesto natural en la cancha es el de pívot. En 2001 se convirtió en la primera latina no brasileña en jugar en la WNBA.

## Inicios
Torres nació en Barranquilla, pero fue criada en el municipio de Soledad, Atlántico. Hizo sus estudios de primaria en Soledad, para luego ir a La Guajira y hacer el Bachillerato, del cual se graduó con 16 años. Fue en ese momento que comenzó a jugar Baloncesto por una recomendación, ya que media 1.86 m. siendo claramente más alta que las chicas de su edad. Levys aprendió a jugar durante esta época, llegando luego a ser parte de las Selección Atlántico de Baloncesto.
Fue becada por la Escuela Nacional del Deporte, en Cali. Estando en Cali, fue donde se formó como baloncestista de alto nivel, siendo desde entonces convocada continuamente por la selección colombiana.

## Carrera

### Selección nacional
Torres participó por primera vez con su selección en el suramericano juvenil de 1997, el cual ganaría Colombia con Torres como gran figura. Levys ha participado con su selección en los Juegos Centroamericanos y del Caribe del 2006, los Juegos Panamericanos de 2007 y 2011 y los Sudamericanos de 2006 y 2010, además del preolímpico de 2011.

## Trayectoria

### Univerisidad
Torres jugó durante los años 1999 y 2001 con la Universidad Estatal de Florida. Torres tuvo actuaciones destacadas, logrando gran cantidad de rebotes por partido. En su temporada sénior logró un récord personal y escolar al término del partido que Florida ganó por 86-49 a la Universidad Estatal de Coppin; 24 puntos y 24 rebotes, este último con una vigencia de 22 años.

#### 1999-2000
En su primera temporada con la estatal de Florida jugó todos los 29 juegos, siendo inicial en 13. Esta temporada promedio 3.8 puntos y 4.0 rebotes por juegos.

#### 2000-2001
Torres fue inicial en los 31 juegos de su temporada sénior, al comienzo de esta, Torres logró tres doble-doble en cuatro juegos, promediando 15 puntos y 11 rebotes por juego. Esta temporada fue la de mejor comienzo para Florida, con diez victorias y dos derrotas. La alero Brooke Wyckoff fue junto a Torres de las más destacadas jugadoras de inicio de temporada. Levys contribuyó en la primera victoria de los Seminoles ante Cavaliers por 60-58; con poco tiempo para el final del juego, empatado a 58, Torres falló un tiro del cual rápidamente tomó el rebote y encestó, terminando el partido con 11 puntos y 6 rebotes, lo que llevó a Florida al tercer de lugar de la Atlantic Coast Conference.
Wyckoff, Torres y Traylor, fueroon la jugadoras más destacadas de Florida, llevando a la Universidad a su mejor récord de conferencia (9-7)y las semifinales de la ACC. Al final de la temporada, Brooke Wyckoff fue elegida como integrante del primer equipo All-Atlantic Coast Conference, siendo la segunda jugadora de la universidad en lograr ese galardón en diez años, Levys y April Traylor fueron elegidas parte del tercer equipo ACC. Torres terminó la temporada con 11.3 puntos y 10.2 rebotes por juego. Fue la tercera mejor reboteadora de la conferencia, liderando en rebotes ofensivos con 121, y tercera en rebotes defensivos con 189. Tuvo un 54% en tiros de campo.
Torres y Wyckoff fueron elegidas para el campamento del draft del 2001. Torres dejó la Universidad de Florida con un promedio de 10.8 puntos y 10.0 rebotes por partido. Es la décima máxima reboteadora en la historia de la Universidad con un promedio de 7.9.

### WNBA

#### 2001
Fue elegida por Miami Sol en la posición 37 de la tercera ronda del draft del año 2001. Torres no jugó muchos minutos en la temporada regular por sus frecuentes lesiones, mismas que no le permitieron llegar en forma para los play offs, donde Miami enfrentó a New York Liberty; Torres promedió 4 minutos por juego, y 1 rebote durante los play offs, serie que Miami perdió por 2-1. Tras el bajo rendimiento mostrado por Torres, Miami decidió excluirla del plantel para la temporada siguiente.

## Palmarés

### Selección nacional
- Juegos Centroamericanos y del Caribe:
  -  Bronce (1): 2006
- Juegos Bolivarianos
  -  Oro (1): 2009[18]